# مصطفى لغتيري
مصطفى لغتيري (ولد 1965 م) أديب مغربي، قاص وروائي، عضو اتحاد كتَّاب المغرب. تُرجِمَت بعض كتبه وقصصه إلى اللغة الفرنسية والإسبانية والانجليزية.

## سيرته
ولد مصطفى لغتيري عام 1965 في مدينة الدار البيضاء، وفيها تلقَّى تعليمه، وهو حاصل على إجازة (بكالوريوس) من كلية الآداب والعلوم الإنسانية في عين الشق. زاول مهنة التدريس سنة 1991 ليقرر بعد مرور سنوات من العمل التقاعد النسبي سنة 2023؛ ليتفرَّغ للكتابة والإبداع والنشر. كان رئيسًا للصالون الأدبي، وعضوًا في اتحاد كتَّاب المغرب، ومؤسِّسًا لغاليري الأدب ومديره العام. وكان أيضًا عضوًا في لجنة تحكيم عدد من المسابقات الأدبية الوطنية والعربية، إضافة إلى مشاركته في عدد من المُلتقَيات والمِهرجانات الأدبية داخل المغرب وخارجه. وقد تُرجِمَت بعض كتبه وقصصه إلى اللغة الفرنسية والإسبانية والانجليزية.

## من مؤلفاته
1. هواجس امرأة - مجموعة قصصية - منشورات وزارة الثقافة - 2001.
2. شيء من الوجل - مجموعة قصصية - دار القرويين 2004.
3. مظلة في قبر - قصص قصيرة جدا- منشورات القلم المغربي 2006.
4. "رجال وكلاب "- رواية - منشورات إفريقيا الشرق 2007.
5. تسونامي - قصص قصيرة جدا - منشورات أجراس - 2008.
6. عائشة القديسة - رواية - دار النايا - سوريا 2008.
7. ليلة إفريقية - رواية - إفريقيا الشرق - 2010.
8. رقصة العنكبوت - رواية - دار النايا - سوريا 2011.
9. ابن السماء - رواية - دار النايا - سوريا 2012.
10. على ضفاف البحيرة - رواية - دار النايا - سوريا 2012.
11. أسلاك شائكة (رواية) دار الوطن المغرب 2012 و دارالنايا سوريا 2013.
12. تراتيل أمازيغية - رواية - دار النايا - سوريا 2013.
13. زخات حارقة - قصص قصيرة جدا- 2013.
14. امرأة تخشى الحب ( رواية) دار النايا سوريا 2013.
15. ربيع تونس رحلة الإنسان والأدب ( رحلة) دار النايا سوريا 2013.
16. تأملات في رحلة الأدب - مقالات أدبية - دار الوطن- المغرب 2013.
17. حب وبرتقال سيرة روائية دار النايا سوريا2014.
18. حسناء إيمزورن - رواية- دار النايا سوريا 2014.
19. سحر المساء - قصص- دار النايا سوريا 2014.
20. الأدب في خدمة التربية- مقالات تربوية- دار الوطن 2014.
21. الأطلسي التائه- رواية- دار الآداب -بيروت 2015.
22. منارات - مختارات من القصة المغربية الجديدة - منشورات الزمن 1999.
23. أنطولوجيا القصة المغربية - منشورات وزارة الثقافة 2005.

## جوائزه
- جائزة النعمان الأدبية من لبنان.
- تكريم الجمعية الدولية للمترجمين واللغويين العرب.
- جائزة ثقافة بلا حدود من سوريا.
- تنويه جائزة دار الحرف للرواية.